# Takuya Sugimoto
Takuya Sugimoto (杉本 拓也 Sugimoto Takuya?), född 31 december 1989 i Shizuoka prefektur, är en japansk fotbollsspelare.
Sugimoto började sin karriär 2012 i Gainare Tottori. Han spelade 112 ligamatcher för klubben. 2018 flyttade han till Fujieda MYFC.